# 托德谷 (加利福尼亞州)
托德谷（英語：Todd Valley）是位於美國加利福尼亞州普萊瑟縣的一個非建制地區。該地的面積和人口皆未知。

## 地理
托德谷的座標為38°59′53″N 120°51′06″W / 38.99806°N 120.85167°W，而該地的平均海拔高度為818米（即2684英尺）。